# Самарцева, Анна Георгиевна
Анна Георгиевна (Егоровна) Самарцева (1900—1972) — советский радиохимик, лауреат Сталинской премии (1953).

## Биография
Ученица В. Г. Хлопина. Сразу после окончания ЛГУ (1929) приняла участие в Алагезской экспедиции АН СССР по обследованию борнокислых источников Карской области.
В 1930—1972 гг. работала в Радиевом институте, с 1934 старший научный сотрудник. Кандидат химических наук.
С 1946 г. участница советской ядерной программы. Работала по химии полония и электрохимии радиоэлементов. Впервые в мире получила соединения двух- и шестивалентного полония (вместе с В. Г. Хлопиным).
Лауреат Сталинской премии (Постановление СМ СССР № 3044-1304сс, 1953 год) — за радиохимические работы, связанные с испытанием изделия РДС-6с.
Награждена орденами Трудового Красного Знамени, «Знак Почёта» (дважды), медалями, именной премией СМ СССР.
Сочинения:
- Самарцева А.Г., «Электролитическое выделение малых количеств урана, нептуния, плутония и америция», Атомная энергия, № 4, 324—329, 1960
- Самарцева А. Г. Электролитическое осаждение америция и кюрия из водных растворов на платиновом катоде.— Радиохимия, 1962, 4, № 6, 696—700